# Daniel Noriega
Daniel Noriega Acosta, plus couramment appelé Daniel Noriega, né le 30 mars 1977 à Puerto Ordaz au Venezuela, est un footballeur international vénézuélien.

## Biographie

### Équipe nationale
Daniel Noriega est convoqué pour la première fois en sélection en 1996.
Il dispute trois Copa América : en 1999, 2001 et 2004. Il joue également 13 matchs comptant pour les éliminatoires de la coupe du monde, lors des éditions 2002 et 2006.
Au total il compte 38 sélections et 5 buts en équipe du Venezuela entre 1996 et 2005.

## Palmarès
- Avec l'Independiente Medellín
  - Champion de Colombie en 2004